# Jan Dembrowski
Jan Dembrowski, także Demrowski (XVIII wiek), polski duchowny katolicki, zakonnik augustianin, autor dzieła hagiograficznego.
Nie są znane szczegóły biograficzne dotyczące życia Dembrowskiego, wiadomo jedynie, że około 1740 pełnił w zakonie funkcję komisarza generalnego. W 1741 ogłosił w Wilnie dziełko hagiograficzne Compendium swiątobliwego życia b. Michała Giedroycia xiążęcia Wielkiego Xięstwa Litewskiego kanonika regularnego..., stanowiące przeróbkę wcześniejszego o pięć lat żywota Giedroycia Książę u świata autorstwa Tomasza Strzestewskiego ("teraz świeżo a dla pospolitego wszystkich wiernych pożytku wydane"). Do dzieła Dembrowski załączył życiorys świątobliwego Jakuba Sojeckiego z Przyrowy, kanonika regularnego z XVII wieku.